# 다큐플렉스
《다큐플렉스》는 매주 금요일 밤 8시 50분에 MBC TV에서 방송되는 다큐멘터리 프로그램이다.

## 역사
1995년 4월 23일부터 매주 일요일 아침 8시 10분에 논픽션 30에 신설되었으며, 1996년 3월 10일부터 시간 확대 개편으로 MBC 스페셜의 변경하여, 1996년 10월 24일부터 MBC 다큐스페셜로 변경되었다가 1998년 4월 23일부터 매주 목요일 밤 11시 15분으로 변경되었으며, 1999년 1월 28일부터 논픽션 11로 변경되었으며, 1999년 5월 14일부터 MBC 스페셜로 변경되었으며, 이후 2013년 3월 18일부터 MBC 다큐스페셜로 환원되어 매주 월요일 밤 11시 10분으로 변경되었으며, 2016년 4월 11일부터 MBC 스페셜로 환원되었으며, 2017년 8월 3일부터 매주 목요일 밤 11시 10분으로 변경되었으며, 2018년 3월 26일부터 매주 월요일 밤 11시 10분으로 환원되었으며, 2019년 6월 3일부터 매주 목요일 밤 11시 5분으로 변경되었으며, 2019년 10월 17일부터 매주 목요일 밤 10시 5분으로 변경되었다. 2020년 2월 13일부터 시리즈 M으로 변경되었으며, 2020년 6월 25일부터 휴지기에 들어갔다가 2020년 9월 3일부터 다큐플렉스로 변경되어 매주 목요일 밤 10시 50분에 재개되었다. 2020년 9월 17일부터 매주 목요일 밤 10시 40분으로 변경되었다. 2021년 1월 7일부터 매주 목요일 밤 9시 20분으로 변경되었다. 2021년 3월 4일부터 재정비로 인해 방송이 일시 중단되었다가 2021년 6월 18일부터 매주 금요일 밤 8시 50분에 재개되었으며, 2022년 8월 15일부터 비정기적으로 편성되다가 2024년 10월 5일에 종영되었다.

## 방송 시간
| 방송 채널 | 방송 기간                           | 방송 시간                            |
| --------- | ----------------------------------- | ------------------------------------ |
| MBC TV    | 1995년 4월 23일 ~ 1996년 3월 3일    | 매주 일요일 아침 8시 35분 ~ 9시 5분  |
| MBC TV    | 1996년 3월 10일 ~ 1996년 10월 13일  | 매주 일요일 아침 8시 10분 ~ 9시      |
| MBC TV    | 1996년 10월 24일 ~ 1998년 4월 16일  | 매주 목요일 밤 11시 10분 ~ 12시      |
| MBC TV    | 1998년 4월 23일 ~ 1999년 5월 6일    | 매주 목요일 밤 11시 ~ 11시 50분      |
| MBC TV    | 1999년 5월 14일 ~ 1999년 5월 21일   | 매주 금요일 밤 11시 15분 ~ 12시 5분  |
| MBC TV    | 1999년 5월 28일 ~ 1999년 10월 15일  | 매주 금요일 밤 11시 15분 ~ 12시 15분 |
| MBC TV    | 2010년 11월 5일 ~ 2011년 6월 3일    | 매주 금요일 밤 11시 15분 ~ 12시 15분 |
| MBC TV    | 2011년 9월 23일                     | 매주 금요일 밤 11시 15분 ~ 12시 15분 |
| MBC TV    | 2012년 3월 16일 ~ 2012년 5월 11일   | 매주 금요일 밤 11시 15분 ~ 12시 15분 |
| MBC TV    | 2012년 6월 8일 ~ 2012년 7월 27일    | 매주 금요일 밤 11시 15분 ~ 12시 15분 |
| MBC TV    | 2012년 10월 26일 ~ 2012년 11월 2일  | 매주 금요일 밤 11시 15분 ~ 12시 15분 |
| MBC TV    | 1999년 11월 5일 ~ 2000년 10월 13일  | 매주 금요일 밤 9시 55분 ~ 10시 50분  |
| MBC TV    | 2008년 6월 6일 ~ 2008년 11월 7일    | 매주 금요일 밤 9시 55분 ~ 10시 50분  |
| MBC TV    | 2000년 11월 10일 ~ 2001년 11월 2일  | 매주 금요일 밤 11시 5분 ~ 12시       |
| MBC TV    | 2001년 11월 11일 ~ 2001년 12월 23일 | 매주 일요일 밤 11시 25분 ~ 12시 20분 |
| MBC TV    | 2002년 1월 3일                      | 목요일 밤 11시 5분 ~ 12시 45분       |
| MBC TV    | 2002년 5월 5일 ~ 2004년 10월 10일   | 매주 일요일 밤 11시 30분 ~ 12시 25분 |
| MBC TV    | 2005년 7월 3일 ~ 2005년 10월 9일    | 매주 일요일 밤 11시 30분 ~ 12시 25분 |
| MBC TV    | 2006년 5월 7일 ~ 2006년 12월 17일   | 매주 일요일 밤 11시 30분 ~ 12시 25분 |
| MBC TV    | 2004년 10월 17일 ~ 2004년 12월 19일 | 매주 일요일 밤 10시 35분 ~ 11시 30분 |
| MBC TV    | 2005년 10월 16일 ~ 2006년 4월 30일  | 매주 일요일 밤 11시 40분 ~ 12시 40분 |
| MBC TV    | 2007년 4월 15일 ~ 2007년 5월 13일   | 매주 일요일 밤 11시 40분 ~ 12시 40분 |
| MBC TV    | 2007년 5월 20일                     | 일요일 밤 11시 50분 ~ 12시 45분      |
| MBC TV    | 2007년 5월 26일 ~ 2007년 11월 17일  | 매주 토요일 밤 11시 40분 ~ 12시 40분 |
| MBC TV    | 2007년 12월 15일                    | 토요일 밤 11시 40분 ~ 12시 30분      |
| MBC TV    | 2007년 12월 22일                    | 토요일 밤 11시 45분 ~ 12시 45분      |
| MBC TV    | 2008년 1월 5일 ~ 2008년 5월 24일    | 매주 토요일 밤 11시 40분 ~ 12시 35분 |
| MBC TV    | 2008년 5월 30일                     | 금요일 밤 9시 55분 ~ 11시 55분       |
| MBC TV    | 2008년 11월 23일 ~ 2009년 4월 26일  | 매주 일요일 밤 10시 35분 ~ 11시 35분 |
| MBC TV    | 2009년 6월 5일 ~ 2010년 10월 29일   | 매주 금요일 밤 10시 55분 ~ 11시 50분 |
| MBC TV    | 2011년 6월 10일                     | 매주 금요일 밤 11시 10분 ~ 12시 10분 |
| MBC TV    | 2012년 8월 24일 ~ 2012년 10월 5일   | 매주 금요일 밤 11시 10분 ~ 12시 10분 |
| MBC TV    | 2011년 6월 17일 ~ 2011년 7월 1일    | 매주 금요일 밤 11시 5분 ~ 12시 5분   |
| MBC TV    | 2011년 7월 15일 ~ 2011년 8월 26일   | 매주 금요일 밤 11시 5분 ~ 12시 5분   |
| MBC TV    | 2011년 7월 8일                      | 금요일 밤 11시 5분 ~ 12시 15분       |
| MBC TV    | 2011년 9월 9일 ~ 2011년 9월 23일    | 매주 금요일 밤 11시 25분 ~ 12시 25분 |
| MBC TV    | 2011년 9월 30일 ~ 2011년 11월 25일  | 매주 금요일 밤 11시 25분 ~ 12시 25분 |
| MBC TV    | 2012년 5월 18일 ~ 2012년 6월 1일    | 매주 금요일 밤 11시 25분 ~ 12시 25분 |
| MBC TV    | 2011년 12월 2일                     | 금요일 밤 11시 15분 ~ 12시 30분      |
| MBC TV    | 2011년 12월 9일 ~ 2011년 12월 16일  | 매주 금요일 밤 11시 15분 ~ 12시 25분 |
| MBC TV    | 2012년 2월 24일                     | 금요일 밤 11시 30분 ~ 12시 30분      |
| MBC TV    | 2012년 3월 2일                      | 금요일 밤 11시 20분 ~ 12시 20분      |
| MBC TV    | 2012년 3월 9일                      | 금요일 밤 11시 20분 ~ 12시 15분      |
| MBC TV    | 2012년 11월 7일 ~ 2013년 3월 13일   | 매주 수요일 밤 8시 50분 ~ 9시 55분   |
| MBC TV    | 2013년 3월 18일 ~ 2017년 7월 24일   | 매주 월요일 밤 11시 10분 ~ 12시 10분 |
| MBC TV    | 2018년 3월 26일 ~ 2018년 9월 10일   | 매주 월요일 밤 11시 10분 ~ 12시 10분 |
| MBC TV    | 2018년 10월 22일 ~ 2018년 12월 24일 | 매주 월요일 밤 11시 10분 ~ 12시 10분 |
| MBC TV    | 2019년 3월 4일 ~ 2019년 5월 27일    | 매주 월요일 밤 11시 10분 ~ 12시 10분 |
| MBC TV    | 2017년 8월 3일 ~ 2018년 3월 22일    | 매주 목요일 밤 11시 10분 ~ 12시 10분 |
| MBC TV    | 2020년 12월 24일                    | 매주 목요일 밤 11시 10분 ~ 12시 10분 |
| MBC TV    | 2018년 10월 8일 ~ 2019년 5월 27일   | 매주 월요일 밤 11시 10분 ~ 12시 20분 |
| MBC TV    | 2019년 6월 3일 ~ 2019년 9월 23일    | 매주 월요일 밤 11시 5분 ~ 12시 5분   |
| MBC TV    | 2019년 10월 17일 ~ 2020년 6월 18일  | 매주 목요일 밤 10시 5분 ~ 11시 5분   |
| MBC TV    | 2020년 9월 3일 ~ 2020년 9월 10일    | 매주 목요일 밤 10시 50분 ~ 11시 50분 |
| MBC TV    | 2020년 9월 17일 ~ 2020년 12월 17일  | 매주 목요일 밤 10시 40분 ~ 11시 40분 |
| MBC TV    | 2021년 1월 7일 ~ 2021년 2월 25일    | 매주 목요일 밤 9시 20분 ~ 10시 20분  |
| MBC TV    | 2021년 6월 18일 ~ 2024년 10월 5일   | 매주 금요일 밤 8시 50분 ~ 9시 50분   |

## 제작진
- PD : 이모현, 김만진, 김현기, 김종우, 이중각, 김동희, 김정민, 조성현, 황순규, 이승준
- 책임 프로듀서 : 장형원

## 특별 방송
- 2008년 12월 7일부터 2008년 12월 28일까지 《북극의 눈물》이 방송되었다.
- 2009년 12월 18일부터 2010년 2월 5일까지 《아마존의 눈물》이 방송되었다.
- 2010년 12월 3일부터 2011년 1월 21일까지 《아프리카의 눈물》이 방송되었다.
- 2011년 12월 23일부터 2012년 8월 17일까지 《남극의 눈물》이 《지구의 눈물 시리즈》 마지막 편으로 방송되었다.
- 2018년 1월 28일부터 2019년 2월 18일까지 UHD 창사특집 《곰》이 방송되었다.
- 2020년 2월 6일부터 2020년 3월 12일까지 VR 휴먼 다큐멘터리 《너를 만났다》가 방송되었다.
- 2021년 1월 21일부터 2021년 2월 4일까지 VR 휴먼 다큐멘터리 《너를 만났다 시즌 2》가 방송되었다.
- 2022년 5월 6일부터 2022년 5월 20일까지 VR 휴먼 다큐멘터리 《너를 만났다 시즌 3》와 《소방관을 만났다》가 방송되었다.

## 결방 사유
- 2018년 11월 26일 : 《당신이 믿었던 페이크》 파일럿 편성으로 인한 결방
- 2019년 4월 8일 ~ 4월 29일 : 《당신이 믿었던 페이크》 시즌 1 편성으로 인한 결방
- 2019년 6월 24일 ~ 7월 15일 : 《당신이 믿었던 페이크》 시즌2 편성으로 인한 결방
- 2020년 6월 25일 ~ 8월 27일 : 개편 준비로 인해 방송 일시 중단
- 2020년 11월 5일 : 2020 미국대선특집토론 편성으로 인한 결방
- 2020년 12월 31일 : 《가요대제전》 편성으로 인한 결방
- 2020년 2월 11일 : 《2021 설특집 아이돌스타 선수권대회》 편성으로 인한 결방
- 2021년 3월 4일 ~ 6월 11일 : 재정비로 인해 방송 일시 중단
- 2021년 7월 16일 ~ 8월 6일 : 《2020년 하계 올림픽》 중계방송으로 인한 결방
- 2021년 9월 17일 : 《극한데뷔 야생돌》 편성으로 인한 결방
- 2021년 9월 24일 : 《검은 태양》 재방송으로 인한 결방
- 2021년 10월 15일 : 국민의힘 경선토론 편성으로 인한 결방
- 2021년 11월 5일 : MBC 스포츠 2021년 KBO 리그 준플레이오프 2차전 LG 트윈스 VS 두산 베어스 중계방송으로 인한 결방
- 2021년 11월 19일 ~ 11월 26일 : 《옷소매 붉은 끝동》 재방송으로 인한 결방
- 2021년 12월 31일 : 《2021 MBC 가요대제전》 편성으로 인한 결방
- 2022년 3월 11일 : 《2022 대선특집 승부》 2부 편성으로 인한 결방
- 2022년 4월 1일 : 《호적메이트》 재방송으로 인한 결방
- 2022년 4월 8일 ~ 4월 22일 : 《내일》 재방송으로 인한 결방
- 2022년 4월 29일 : 《지금부터, 쇼타임!》 재방송으로 인한 결방
- 2022년 5월 27일 : MBC 특선영화 《삼진그룹 영어토익반》 편성으로 인한 결방
- 2022년 6월 10일, 7월 1일 ~ 7월 22일 : 《닥터 로이어》 재방송으로 인한 결방
- 2022년 6월 17일 ~ 6월 24일 : 《환승인생 오히려 좋아》 편성으로 인한 결방
- 2022년 7월 29일, 2023년 6월 2일 : 《오은영 리포트 결혼지옥》 재방송으로 인한 결방
- 2022년 8월 5일 ~ 9월 2일, 9월 16일 : 《빅마우스》 재방송으로 인한 결방
- 2022년 9월 9일 : 추석특집 《안싸우면 다행이야》 편성으로 인한 결방
- 2022년 9월 23일 : 《막내가 사는 세상》 재방송으로 인한 결방
- 2022년 9월 30일 ~ 10월 28일 : 《금수저》 재방송으로 인한 결방
- 2022년 11월 4일 : MBC 스포츠 2022년 KBO 리그 한국시리즈 3차전 SSG 랜더스 VS 키움 히어로즈 중계방송으로 인한 결방
- 2022년 11월 11일, 2023년 2월 3일 ~ 2월 24일, 3월 24일 ~ 3월 31일, 4월 14일, 5월 5일 ~ 5월 19일, 6월 9일 : 《일타강사》 재방송으로 인한 결방
- 2022년 11월 25일 : 2022 카타르 월드컵 중계방송으로 인한 결방
- 2022년 12월 2일 : 《안정환의 히든카타르》 2부 편성으로 인한 결방
- 2022년 12월 9일 ~ 12월 16일 : 《미스토리 클럽》 편성으로 인한 결방
- 2022년 12월 30일 : 《2022 MBC 연기대상》 편성으로 인한 결방
- 2023년 1월 6일 : 《금혼령》 재방송으로 인한 결방
- 2023년 1월 13일 ~ 1월 27일, 3월 17일, 6월 16일 : 《안싸우면 다행이야》 재방송으로 인한 결방
- 2023년 3월 10일 : MBC 스포츠 2023년 월드 베이스볼 클래식 조별리그 대한민국 VS 일본 중계방송으로 인한 결방
- 2023년 4월 7일, 4월 21일 ~ 4월 28일 : 《조선변호사》 재방송으로 인한 결방
- 2023년 6월 23일 : 《태어난 김에 세계일주 2》 재방송으로 인한 결방
- 2023년 6월 30일 : 《넘버스》 재방송으로 인한 결방
- 2023년 8월 4일, 2024년 3월 1일, 5월 24일, 7월 12일 ~ 7월 26일 : 《전지적 참견 시점》 재방송으로 인한 결방
- 2023년 8월 11일 ~ 9월 1일, 10월 13일 ~ 10월 27일 : 《연인》 재방송으로 인한 결방
- 2023년 9월 8일 ~ 9월 15일 : 《뭐라도 남기리》 편성으로 인한 결방
- 2023년 9월 22일 ~ 10월 6일 : MBC 스포츠 2022 항저우 아시안 게임 중계방송으로 인한 결방
- 2023년 11월 3일 : MBC 스포츠 2023년 KBO 리그 플레이오프 4차전 KT 위즈 VS NC 다이노스 중계방송으로 인한 결방
- 2023년 11월 10일 ~ 12월 8일 : 《세계경찰 슈퍼폴》 편성으로 인한 결방
- 2023년 12월 15일 ~ 12월 22일 : 《카투더퓨처》 편성으로 인한 결방
- 2023년 12월 29일 : 《2023 MBC 방송연예대상》 편성으로 인한 결방
- 2024년 1월 5일 : 《열녀박씨 계약결혼뎐》 재방송으로 인한 결방
- 2024년 1월 12일 : 《태어난 김에 세계일주 3》 재방송으로 인한 결방
- 2024년 1월 19일 ~ 2월 2일, 2월 16일 ~ 2월 23일 : 《밤에 피는 꽃》 재방송으로 인한 결방
- 2024년 2월 9일 : 《송스틸러》 편성으로 인한 결방
- 2024년 3월 8일 ~ 4월 12일 : 《원더풀 월드》 재방송으로 인한 결방
- 2024년 4월 19일 : 《돌아온레전드 수사반장》2부 재방송으로 인한 결방
- 2024년 4월 26일 ~ 5월 17일 : 《수사반장 1958》 재방송으로 인한 결방
- 2024년 5월 31일 ~ 6월 28일 : 《우리, 집》 재방송으로 인한 결방
- 2024년 7월 5일 : 《매직 아워 더 세븐틴》 편성으로 인한 결방
- 2024년 8월 2일 ~ 8월 9일 : 《2024년 하계 올림픽》 중계방송으로 인한 결방
- 2024년 8월 16일 : 《태어난 김에 음악일주 미리보기》 재방송으로 인한 결방
- 2024년 8월 23일 ~ 8월 30일 : 《백설공주에게 죽음을-Black Out》 재방송으로 인한 결방
- 2024년 9월 6일 ~ 9월 27일 : 《마사지로드》 편성으로 인한 결방

## 다큐멘터리 경쟁 프로그램
- KBS 스페셜 (KBS 1TV)
- EBS 다큐프라임 (EBS 1TV)
- SBS 스페셜 (SBS TV)
- NHK 스페셜 (일본방송협회)